# 다크스론
다크스론(Darkthrone)은 노르웨이의 콜보턴에서 결성된 영향력 있는 블랙 메탈 밴드이다. 밴드는 1986년에 블랙 데스(Black Death)라는 이름의 데스 메탈 밴드로 활동을 시작했다. 90년대 초 이후 밴드는 블랙 메탈 스타일을 정립했고, 지금은 노르웨이 블랙 메탈 신에서 가장 영향력 있고 유명한 밴드 중 하나로 꼽힌다. 밴드는 2006년 즈음부터 종전에 고수하던 블랙 메탈을 버리고 헤비 메탈, 스피드 메탈, 크러스트 펑크가 결합된 80년대 초기 블랙 메탈의 음악으로 선회했다.

## 구성원

### 현재 구성원
- 녹터노 컬토(Nocturno Culto) - 기타, 베이스, 보컬, 가사
- 펜리즈(Fenriz) - 드럼, 기타, 베이스, 키보드, 보컬, 가사

### 전임 멤버
- 이바르 엥에르(Ivar Enger) - 기타
- 다악 닐센(Dag Nilsen) - 베이스
- 안데르스 리스베르게(Anders Risberget) - 기타